# لونا واچون
گرترود الیزابت واچون (انگلیسی: Luna Vachon؛ ۱۲ ژانویهٔ ۱۹۶۲ – ۲۷ اوت ۲۰۱۰) یک کشتی‌گیر کشتی حرفه‌ای اهل ایالات متحده آمریکا بود که بیشتر به لونا واچون شهرت داشت. وی همسر سابق دیگر کشتی‌گیر آمریکایی، گانگرل، بوده‌است.

## مرگ
در صبح روز ۲۷ اوت ۲۰۱۰ جسد بی‌جان وی در خانه‌اش در فلوریدا پیدا شد. او در زمان مرگ ۴۸ سال داشت. با توجه به آزمایش پزشکی در فلوریدا، لونا به دلیل مصرف بیش از حد از اکسی کدون و بنزودیازپین کشته شده‌است.